# The Grunge Years
The Grunge Years es un álbum recopilatorio lanzado en el año 1991 por el sello discográfico independiente Sub Pop.

## Listado de canciones
1. "Dive" - Nirvana
2. "Shove" - L7
3. "Stumblin' Man" - Tad
4. "Red Head Walking" - Beat Happening
5. "Ugly Sunday" - Mark Lanegan
6. "Change Has Come" - Screaming Trees
7. "Tomorrow" - The Fluid
8. "Retarded" - Afghan Whigs
9. "House" - Babes in Toyland
10. "Come to Mind" - Mudhoney
11. "Long Black Veil" - The Walkabouts
12. "Between the Eyes" - Love Battery
13. "Saddle Tramp" - Dickless

- Datos: Q7738416